# Camponotus amphidus
Camponotus amphidus är en myrart som beskrevs av Santschi 1926. Camponotus amphidus ingår i släktet hästmyror, och familjen myror. Inga underarter finns listade.